# لانگامارچ ولز
لانگامارچ ولز (به انگلیسی: Llangammarch Wells) یک منطقهٔ مسکونی در بریتانیا است که در پویس واقع شده‌است. لانگامارچ ولز ۵۴۱ نفر جمعیت دارد.